# Xã Cooper, Quận Webster, Iowa
Xã Cooper (tiếng Anh: Cooper Township) là một xã thuộc quận Webster, tiểu bang Iowa, Hoa Kỳ. Năm 2010, dân số của xã này là 488 người.